# Neophonus bruchi
Neophonus bruchi  (лат.) — вид жуков-стафилинид, единственный в составе подсемейства Neophoninae Fauvel, 1905. Эндемик Южной Америки. Ранее известный только из Аргентины жук, в 1987 году был также обнаружен в нескольких местах в Чили. Полевые наблюдения (на листьях) и исследование содержимого желудка показало, что эти жуки микофаги (обнаружены споры и гифы), и в первую очередь поедают грибы, паразитирующие на листьях (foliicolous fungi), что ранее среди Staphylinidae не наблюдалось.

## Описание
Мелкие коротконадкрылые жуки, длина 3,5 мм. Голова и ноги красновато-коричневые, пронотум, надкрылья и брюшко сверху чёрные. Глаза крупные. Нижнечелюстные щупики 4-члениковые, нижнегубные щупики состоят из 3 сегментов. Булава усиков и лапки 3-члениковые. На первых члениках лапок расположены уникальные для стафилинид сеты (уплощённые на конце щетинки), что вероятно связано с микроусловиями жизни на опавшей листве и сборе микрогрибов. Такой же необычный пучок щетинок расположен на ротовых органах (лациния крупнее галеа). Филогенетические отношения остаются неясными. В целом только ясно, что Neophoninae относится к группе стафилинид из «omaliine group», которая согласно взглядам Lawrence & Newton (1982), включает Omaliinae (+ Glypholomini), Microsilphinae, Empelinae, Neophoninae, Proteininae, Dasyceridae, и вероятно Micropeplidae и Pselaphidae. Первые 6 этих таксонов и некоторые Pselaphidae (и ещё два изолированных рода Aphaenostemmus и Giulianium), имеют уникальную железистую систему: комплекс из непарных защитных желёз на передней части 8-го стернита брюшка. Члены это группы (The omaliine-group) обладают уникальным строением и расположением всей этой системы желёз, отличающей их не только от всех прочих Staphylinidae sensu lato, но и от всех прочих жуков в целом (Coleoptera). Что подтверждает монофилетичность всей этой группы коротконадкрылых жуков, к которой относят и Neophonus bruchi.